# 우박

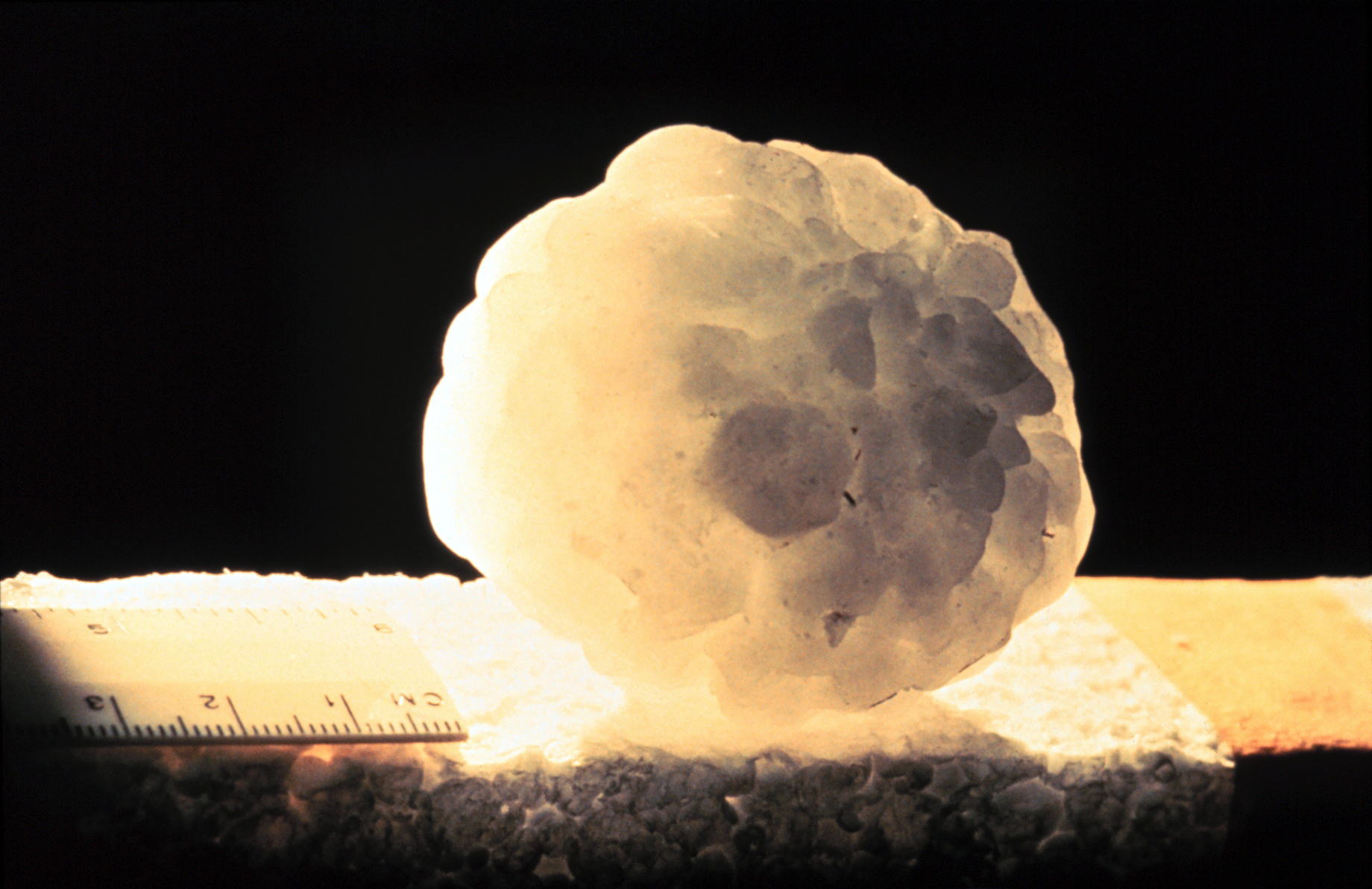
지름 약 6cm의 우박

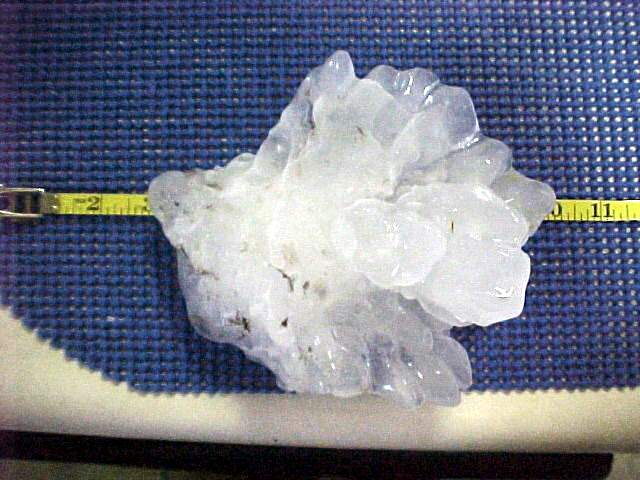
지름 약 17.8cm, 둘레 약 47.6cm의 큰 우박

우박(雨雹) 또는 누리는 하늘에서 눈의 결정 주위에 차가운 물방울이 얼어붙어 땅 위로 떨어지는 덩이를 말한다.
주로 강한 상승기류를 타고 웅대적운이나 적란운에서 발생하며 이들은 천둥번개를 동반한 비(뇌우)를 동반하기도 한다. 처음에는 눈의 결정 형태로 떨어지다가 과냉각된 구름 알갱이가 충돌하여 얼어붙고, 점차 커지면서 낙하속도가 증가하여 지상에 이르게 된다. 일반적으로 몇 분 정도면 그치지만, 때로는 30분 이상 내리는 경우도 있다. 우박은 전체가 투명하거나 불투명한 핵을 중심으로 투명한 얼음층과 불투명한 얼음층이 번갈아 싸고 있다.
싸락눈을 중심으로 하여 물방울들이 그 주위에 얼어붙거나, 싸락눈이 부분적으로 녹았다가 다시 얼어서 엷은 얼음층을 이룬 것을 싸락우박이라고 하며, 보통 지상 기온이 0°C 이상일 때에 내린다.

## 생성
우박은 천둥구름 안에서 만들어지며 우박핵이라는 언 빗방울이나 싸락눈에서 시작된다. 핵이 과냉각물방울 사이를 이동하다가 물방울과 충돌하면 어는데, 물이 계속 얼어서 표면에 달라붙어 우박이 된다. 우박 결정이 구름의 상승기류 안에 오랫동안 머물면 점점 커지다가 상승기류 지역에서 벗어나거나 너무 무거워져 기류가 더 이상 떠받치지 못하면, 35km/h 이상의 속도로 땅에 떨어진다.

## 크기
지름이 5mm 이상인 둥글거나 불규칙한 얼음 덩어리로 완두콩만한 것에서 오렌지만한 것까지 다양하다. 보통은 지름이 1cm 미만이지만 2~3cm 정도의 것도 있고, 그보다 훨씬 큰 것도 있다.

## 피해
우박은 종종 농작물이나 과실, 건물 또는 자동차유리 등에 피해를 일으키며, 바람이 강할 때에는 피해가 더욱 커진다.

### 예시
한국에서는 큰 우박이 내려서 사람과 소가 맞아 죽은 예가 있다. 또, 적란운 안에서 항공기가 우박을 맞아 기수가 파괴된 예도 있다. 미국 중서부에서는 뇌우를 동반한 지름 약 15cm에 달하는 우박이 떨어진 적도 있다. 1888년 4월 30일, 인도에서는 야구공보다 더 크고 무게가 170g이나 되는 우박이 쏟아져 사람 246명과 소·양·염소 등의 가축 1천6백여 마리가 죽었다.

## 같이 보기
- 싸라기눈